# سندور (فیلم ۱۹۸۷)
سِندور (هندی: सिन्दूर, انگلیسی: Sindoor; ت.ت. 'رنگ قرمز') فیلمی محصول سال ۱۹۸۷ و به کارگردانی کی. راوی شانکار است. در این فیلم بازیگرانی همچون شاشی کاپور، جایا پرادا، جیتندرا، ریشی کاپور، گوویندا، نیلم کوتهاری، پریم چوپرا، شاکتی کاپور، قادرخان، آسرانی، گلشن گروور، آریونا ایرانی ایفای نقش کرده‌اند.